# Taphoxenus
Taphoxenus — род жужелиц из подсемейства Platyninae.

## Описание
Задние вертлуги на вершине закруглены.

## Систематика
В составе рода:
- Taphoxenus alatavicus Semenov, 1908
- Taphoxenus gigas Fischer von Waldheim, 1823
- Taphoxenus goliath Faldermann, 1836
- Taphoxenus transmontanus Semenov, 1908
- Taphoxenus trochanteratus Emdan, 1954